# Paramunna pellucida
Paramunna pellucida är en kräftdjursart som beskrevs av Brian Frederick Kensley 2003. Paramunna pellucida ingår i släktet Paramunna och familjen Paramunnidae. Inga underarter finns listade i Catalogue of Life.